# Johann Zarco
Johann Zarco   (Canes, 16 de juliol de 1990) és un pilot de motociclisme occità que va guanyar dos Campionats del Món de Moto2 consecutius els anys 2015 i 2016. Amb aquesta fita va esdevenir el primer (i únic a data del 2024) a guanyar aquest títol dues vegades i el primer francès a guanyar més d'un campionat del món de motociclisme.

## Carrera esportiva

### Primers anys
El 2007 va guanyar la primera edició de la MotoGP Rookies Cup, amb quatre victòries i set podis a les vuit curses del calendari. El 22 de juny de 2008, amb una moto del Team Gabrielli, va guanyar una cursa de la Coppa Italia 125 Sport a Vallelunga.

### Mundial de 125cc

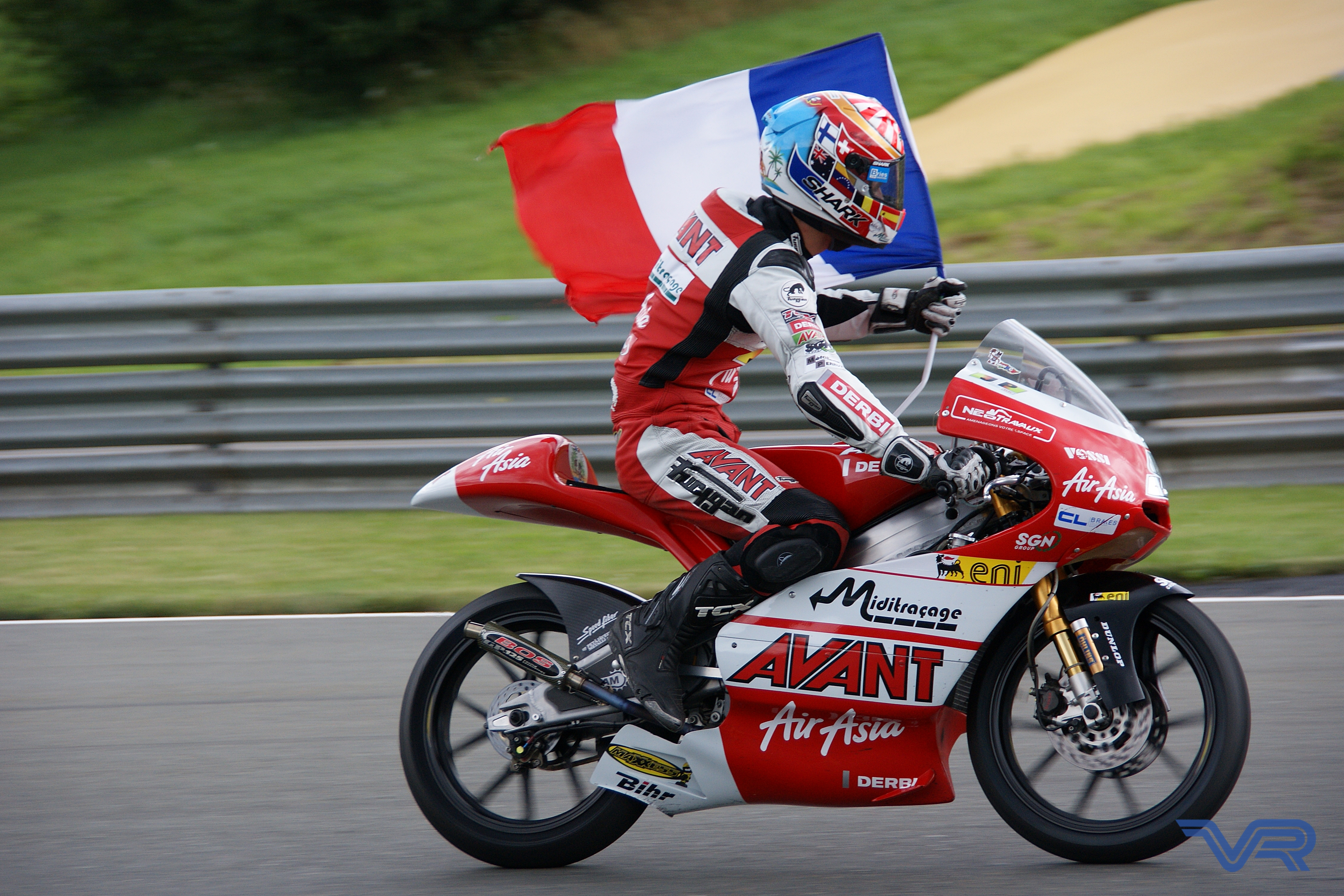
Celebrant el segon lloc a Sachsenring el 2011

La temporada del 2009 va debutar al mundial de 125cc amb l'Aprilia RS 125 R del WTR San Marino Team, amb la qual aconseguí com a millor resultat el sisè lloc al Gran Premi d'Itàlia i va acabar la temporada en vintena posició. A finals de temporada va participar en les dues darreres curses del CEV, a Jerez i València, encara amb l'equip WTR San Marino però ara fent servir el dorsal número 6. Va acabar el campionat d'Espanya en vuitè lloc, amb una victòria a Jerez i un segon lloc a València. El 2010 va córrer per al mateix equip i va acabar la temporada en onzè lloc.
El 2011 va passar a l'equip de Derbi Avant-AirAsia-Ajo com a company del basc Efrén Vázquez. Aquell any va obtenir la seva primera victòria en Gran Premi al GP del Japó, a més de cinc segons llocs i quatre tercers i va acabar la temporada com a subcampió darrere de Nico Terol.

### Moto2
El 2012, Zarco va passar a Moto2 com a pilot de l'equip JiR, que li va confiar una TSR 6 -marcada, als efectes del campionat de constructors, com a MotoBi. El seu millor resultat va ser un quart lloc i va acabar la temporada en desena posició. El 2013 va canviar a l'equip Came Iodaracing Project, on disposà d'una Suter MMX2. Va obtenir dos tercers llocs i va acabar la temporada en novena posició. El 2014 va passar a l'equip Air Asia Caterham, pilotant una Caterham Suter, com a company d'equip de Josh Herrin. Va obtenir quatre tercers llocs i va acabar la temporada en sisena posició.

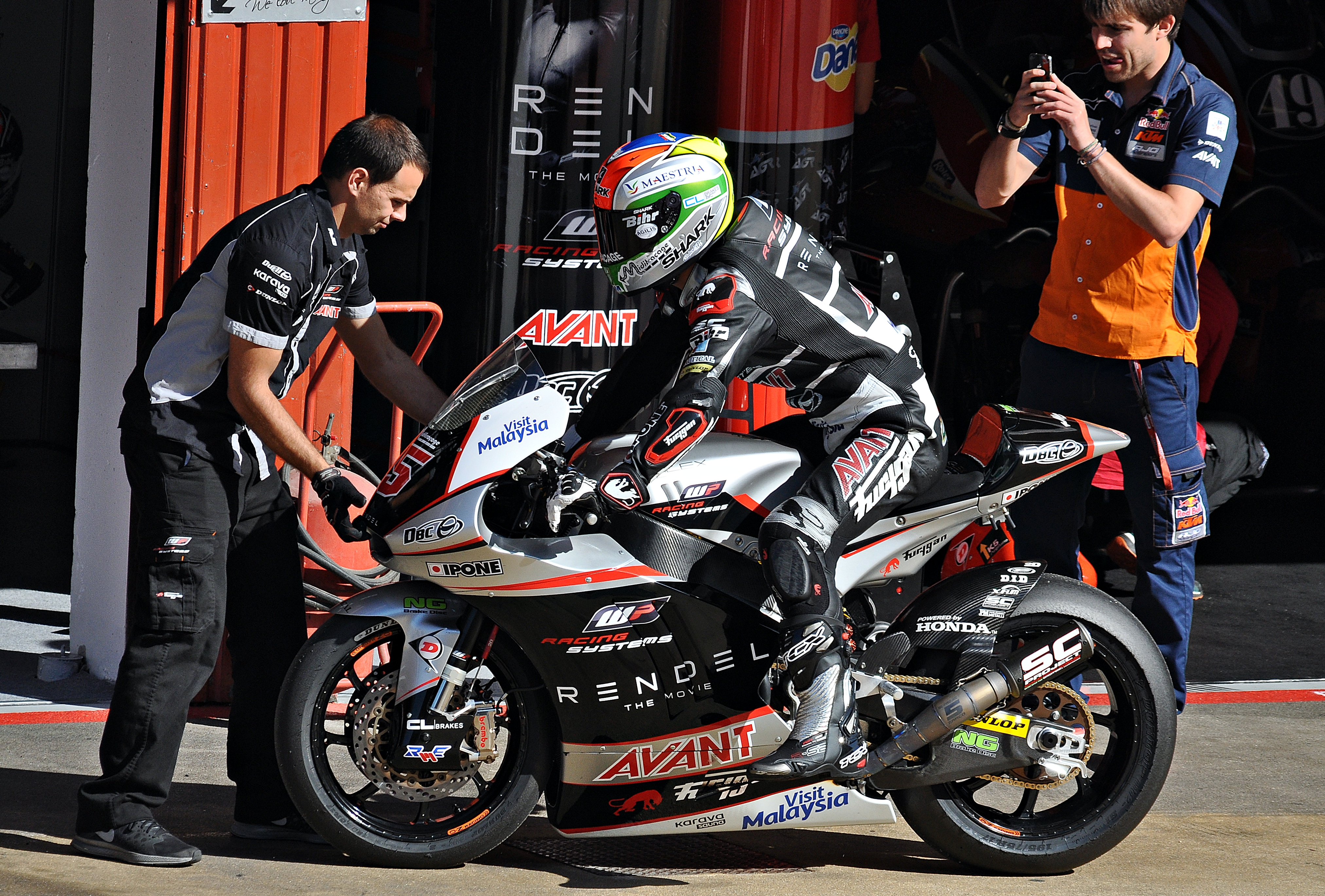
Al Gran Premi de Catalunya del 2015

El 2015 va tornar a canviar, ara a l'equip Ajo Motorsport, amb una Kalex. Aquell any guanyà vuit curses (GP de l'Argentina, GP de Catalunya, GP dels Països Baixos, GP de la República Txeca, GP de Gran Bretanya, GP de San Marino, GP del Japó i GP de Malàisia). La vigília del GP del Japó, a causa de la cancel·lació de la cursa de Rabat, es va proclamar matemàticament Campió del Món de Moto2.
El 2016 es va quedar a Moto2, al mateix equip i amb la mateixa moto que el 2015. Va obtenir set victòries (Argentina, Itàlia, Catalunya, Alemanya, Àustria, Malàisia i Comunitat Valenciana). A Malàisia va guanyar el segon títol consecutiu de Moto2, esdevenint el primer a guanyar aquest campionat dues vegades, a més del primer francès a guanyar més d'un campionat del món.

### MotoGP
De cara a la temporada del 2017 va signar un contracte anual amb l'equip Monster Yamaha Tech 3 on va tenir com a company d'equip l'alemany Jonas Folger, també procedent de Moto2. Va obtenir dos segons llocs i un de tercer i va acabar la temporada en sisè lloc. El 2018 seguí al mateix equip, ara amb Hafizh Syahrin de company. Va tornar a obtenir dos segons llocs i un de tercer i va tornar a acabar la temporada en sisena posició.

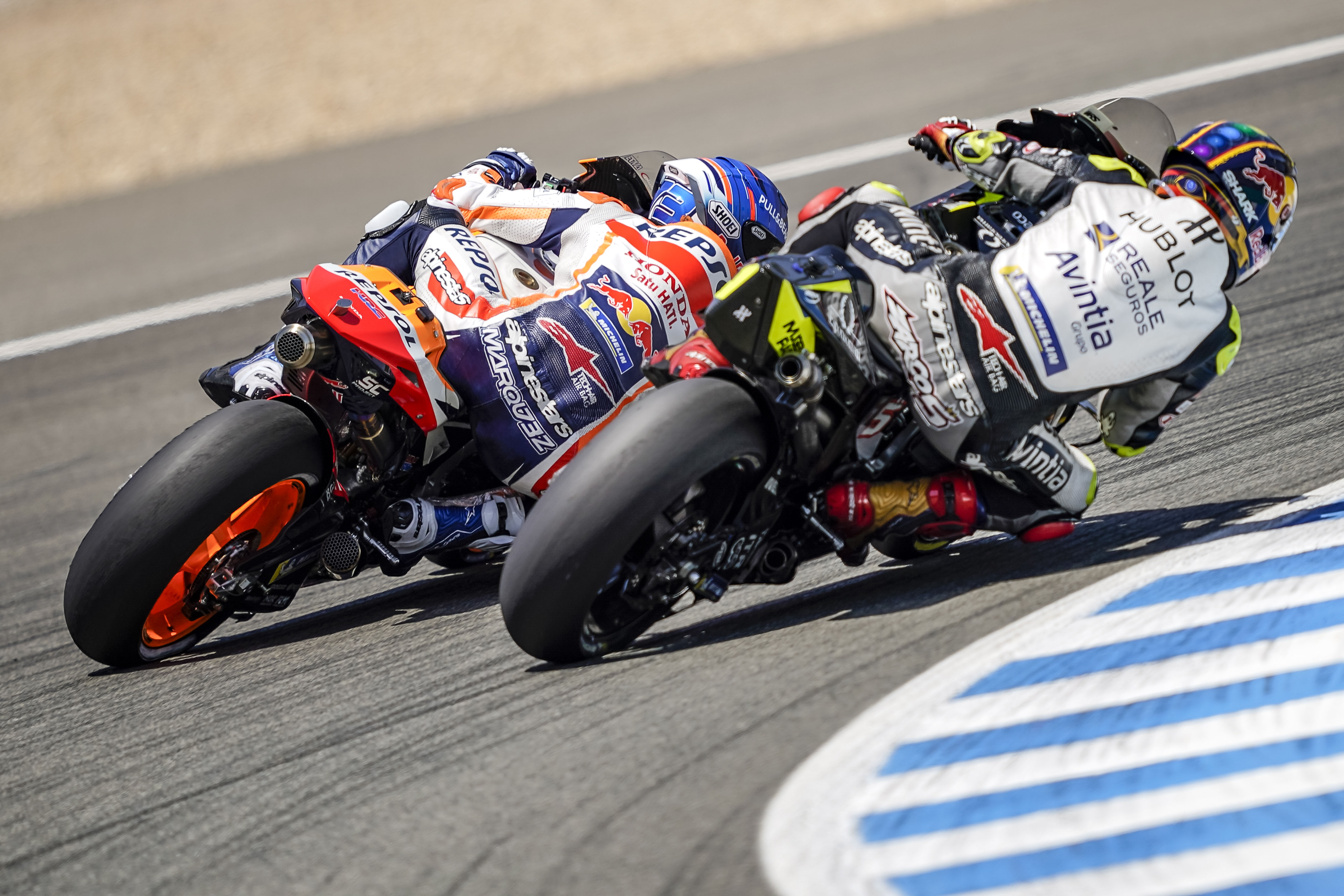
Zarco (a la dreta) amb Marc Márquez al GP d'Andalusia del 2020

De cara al 2019 va fitxar per dos anys amb l'equip oficial de KTM, on tingué de company Pol Espargaró. Després d'un començament de temporada decebedor, el 12 d'agost Zarco va declarar la seva intenció d'interrompre la relació amb KTM en acabar el campionat, tot i que encara es comprometia a completar la temporada en curs. Tanmateix, la vigília del Gran Premi de l'Aragó KTM li va negar la moto i el va substituir pel pilot de proves de la marca Mika Kallio. Zarco va fitxar per l'LCR Honda Team per a les tres darreres curses de la temporada en substitució de Takaaki Nakagami, ja que el japonès va decidir d'operar-se després del GP del Japó per a resoldre una lesió a l'espatlla patida mesos abans. Zarco aconseguí 30 punts en aquelles tres curses i acabà el campionat en divuitena posició.
El 2020 va córrer amb la Ducati Desmosedici de l'equip Avintia Racing, amb Tito Rabat de company. Va acabar la temporada en tretzè lloc. El 2021, també amb una Ducati però ara de l'equip Pramac Racing, amb Jorge Martín de company, va obtenir quatre segons llocs i va acabar la temporada en la cinquena posició, a més de ser el millor entre els pilots dels equips independents. El 2022 va seguir al mateix equip i va obtenir quatre podis, acabant el campionat en vuitè lloc.
El 2023 va acabar el mundial en la cinquena posició final i va aconseguir, després de sis temporades a MotoGP, guanyar una cursa de la categoria. Fou al GP d'Austràlia, on després d'una gran remuntada va avançar el seu company d'equip Jorge Martín a la penúltima volta.
De cara a la temporada del 2024, Zarco canvià a l'equip LCR de Lucio Cecchinello, amb Takaaki Nakagami com a company.

## Resultats al Mundial de motociclisme
Barem de puntuació de 1993 ençà:
| Posició | 1  | 2  | 3  | 4  | 5  | 6  | 7 | 8 | 9 | 10                | 11                | 12                | 13                | 14                | 15                |                   |
| Cursa   | 25 | 20 | 16 | 13 | 11 | 10 | 9 | 8 | 7 | 6                 | 5                 | 4                 | 3                 | 2                 | 1                 |                   |
| Sprint  | 12 | 9  | 7  | 6  | 5  | 4  | 3 | 2 | 1 | [ Nota Sprint 1 ] | [ Nota Sprint 1 ] | [ Nota Sprint 1 ] | [ Nota Sprint 1 ] | [ Nota Sprint 1 ] | [ Nota Sprint 1 ] | [ Nota Sprint 1 ] |

1. ↑  La cursa Sprint per a la categoria MotoGP va ser introduïda la temporada del 2023

(Ids. Grans Premis | Llegenda) (Curses en negreta indiquen pole; curses en  itàlica indiquen volta ràpida; les posicions en superíndex són les de la cursa Sprint)
| Any  | Categoria | Moto           | 1       | 2       | 3       | 4        | 5       | 6       | 7      | 8       | 9       | 10     | 11      | 12      | 13      | 14      | 15      | 16      | 17      | 18      | 19      | 20      | Pos | Pts  |
| ---- | --------- | -------------- | ------- | ------- | ------- | -------- | ------- | ------- | ------ | ------- | ------- | ------ | ------- | ------- | ------- | ------- | ------- | ------- | ------- | ------- | ------- | ------- | --- | ---- |
| 2009 | 125cc     | Aprilia        | QAT 15  | JPN Ret | ESP 13  | FRA Ret  | ITA 6   | CAT 13  | NED 21 | GER 23  | GBR 13  | CZE 11 | INP 23  | SM 16   | POR 9   | AUS 16  | MAL Ret | VAL 15  |         |         |         |         | 20è | 32.5 |
| 2010 | 125cc     | Aprilia        | QAT 12  | ESP 7   | FRA 11  | ITA 9    | GBR 8   | NED 12  | CAT 8  | GER 6   | CZE 19  | INP 13 | SM 12   | ARA 12  | JPN 10  | MAL 11  | AUS Ret | POR Ret | VAL Ret |         |         |         | 11è | 77   |
| 2011 | 125cc     | Derbi          | QAT 6   | ESP 3   | POR 3   | FRA 5    | CAT 6   | GBR 2   | NED 5  | ITA 2   | GER 2   | CZE 2  | INP 5   | SM 2    | ARA 2   | JPN 1   | AUS 3   | MAL 3   | VAL Ret |         |         |         | 2n  | 262  |
| 2012 | Moto2     | Motobi         | QAT 12  | ESP 10  | POR 4   | FRA Ret  | CAT 11  | GBR Ret | NED 8  | GER 11  | ITA 10  | INP 12 | CZE 7   | SM 10   | ARA 6   | JPN 8   | MAL Ret | AUS 5   | VAL Ret |         |         |         | 10è | 95   |
| 2013 | Moto2     | Suter          | QAT 12  | AME 6   | ESP 12  | FRA 5    | ITA 3   | CAT 7   | NED 6  | GER 11  | INP 8   | CZE 5  | GBR 7   | SM 7    | ARA 7   | MAL 6   | AUS Ret | JPN Ret | VAL 3   |         |         |         | 9è  | 141  |
| 2014 | Moto2     | Caterham Suter | QAT 23  | AME Ret | ARG 18  | ESP 8    | FRA Ret | ITA 7   | CAT 3  | NED 4   | GER Ret | INP 10 | CZE 9   | GBR 4   | SM 3    | ARA 3   | JPN 4   | AUS Ret | MAL 4   | VAL 3   |         |         | 6è  | 146  |
| 2015 | Moto2     | Kalex          | QAT 8   | AME 2   | ARG 1   | ESP 2    | FRA 3   | ITA 2   | CAT 1  | NED 1   | GER 2   | INP 2  | CZE 1   | GBR 1   | SM 1    | ARA 6   | JPN 1   | AUS 7   | MAL 1   | VAL 7   |         |         | 1r  | 352  |
| 2016 | Moto2     | Kalex          | QAT 12  | ARG 1   | AME 3   | ESP 5    | FRA 24  | ITA 1   | CAT 1  | NED 2   | GER 1   | AUT 1  | CZE 11  | GBR 22  | SM 4    | ARA 8   | JPN 2   | AUS 12  | MAL 1   | VAL 1   |         |         | 1r  | 276  |
| 2017 | MotoGP    | Yamaha         | QAT Ret | ARG 5   | AME 5   | ESP 4    | FRA 2   | ITA 7   | CAT 5  | NED 14  | GER 9   | CZE 12 | AUT 5   | GBR 6   | SM 15   | ARA 9   | JPN 8   | AUS 4   | MAL 3   | VAL 2   |         |         | 6è  | 174  |
| 2018 | MotoGP    | Yamaha         | QAT 8   | ARG 2   | AME 6   | ESP 2    | FRA Ret | ITA 10  | CAT 7  | NED 8   | GER 9   | CZE 7  | AUT 9   | GBR C   | SM 10   | ARA 14  | THA 5   | JPN 6   | AUS Ret | MAL 3   | VAL 7   |         | 6è  | 158  |
| 2019 | MotoGP    | KTM            | QAT 15  | ARG 15  | AME 13  | ESP 14   | FRA 13  | ITA 17  | CAT 10 | NED Ret | GER Ret | CZE 14 | AUT 12  | GBR Ret | SM 11   | ARA     | THA     | JPN     |         |         |         |         | 18è | 30   |
| 2019 | MotoGP    | Honda          |         |         |         |          |         |         |        |         |         |        |         |         |         |         |         |         | AUS 13  | MAL Ret | VAL Ret |         | 18è | 30   |
| 2020 | MotoGP    | Ducati         | ESP 11  | ANC 9   | CZE 3   | AUT Ret  | STY 14  | SM 15   | EMI 11 | CAT Ret | FRA 5   | ARA 10 | TER 5   | EUR 9   | VAL Ret | POR 10  |         |         |         |         |         |         | 13è | 77   |
| 2021 | MotoGP    | Ducati         | QAT 2   | DOH 2   | POR Ret | ESP 8    | FRA 2   | ITA 4   | CAT 2  | GER 8   | NED 4   | STY 6  | AUT Ret | GBR 11  | ARA 17  | SM 12   | AME Ret | EMI 5   | ALR 5   | VAL 6   |         |         | 5è  | 173  |
| 2022 | MotoGP    | Ducati         | QAT 8   | INA 3   | ARG Ret | AME 9    | POR 2   | ESP Ret | FRA 5  | ITA 4   | CAT 3   | GER 2  | NED 13  | GBR Ret | AUT 5   | SM Ret  | ARA 8   | JPN 11  | THA 4   | AUS 8   | MAL 9   | VAL Ret | 8è  | 166  |
| 2023 | MotoGP    | Ducati         | POR 48  | ARG 2   | AME 7   | ESP Ret8 | FRA 36  | ITA 34  | GER 35 | NED Ret | GBR 94  | AUT 13 | CAT 47  | SM 10   | IND 6   | JPN NC5 | INA Ret | AUS 1   | THA 109 | MAL 128 | QAT 12  | VAL 29  | 5è  | 225  |
| 2024 | MotoGP    | Honda          | QAT 12  | POR 15  | AME Ret | ESP Ret  | FRA 12  | CAT 16  | ITA 19 | NED 13  | GER 17  | GBR 14 | AUT 21  | ARA 13  | SM 12   | EMI 15  | INA 98  | JPN 11  | AUS 12  | THA 8   | MAL 11  | SLD 14  | 17è | 55   |